# Vilhelm Grønbech
Vilhelm Peter Grønbech, född 14 juni 1873, död 21 april 1948, var professor i religionshistoria vid Köpenhamns universitet åren 1915-1943. Han var far till Kaare Grønbech och gifte sig 1947, åtta månader före sin död, med kvinnosakskvinnan och feministen Honorine Hermelin. 
Grønbech tog skolämbetsexamen 1897 och verkade en tid som lärare vid Frederiksbergs latin- och realskola, blev 1902 filosofie doktor med avhandlingen Forstudier til tyrkisk lydhistorie och samma år docent i engelska språket och litteraturen. År 1911 övergick han till docenturen i religionshistoria, inom vilket område hans huvudsakliga verksamhetsområde faller. Efter att ha avslagit en kallelse till professor i religionshistoria vid Leipzigs universitet, utnämndes han 1915 till professor i samma ämne inom filosofiska fakultet i Köpenhamn. År 1918 blev Grønbech teologie hedersdoktor vid Lunds universitet.